# Piotr Kalniszewski
Petro Kalnyszewski ukr. Петро Іванович Калнишевський (ur. 20 czerwca 1690, zm. 31 października 1803) był ostatnim atamanem Siczy Zaporoskiej. 

## Życiorys
Po zrujnowaniu Siczy w 1775 roku przez wojska Katarzyny II pod dowództwem Piotra Tekeliego, w wieku 85 lat został uwięziony na Sołowkach. W zimnej klasztornej celi o wymiarach 2 m na 1 m spędził 26 lat; na świeże powietrze wypuszczano go trzy razy w roku z okazji świąt. Uwolniony przez cara Aleksandra I w 1801 roku, kiedy miał już 110 lat. Wtedy już niewidomy, nie zdecydował się wrócić do rodziny i zmarł w klasztorze dwa lata później.
W 2008 Ukraiński Kościół Prawosławny Patriarchatu Kijowskiego kanonizował go.
W 2015 Ukraiński Kościół Prawosławny Patriarchatu Moskiewskiego kanonizował go z tytułem świętego sprawiedliwego.

## Literatura
- Енциклопедія українознавства, Lwów 1993, t. 3, s. 926